# Postřekovské rybníky
Postřekovské rybníky jsou přírodní rezervace mezi Postřekovem a Klenčím pod Čerchovem v okrese Domažlice. Rozloha rezervace je 96,5 hektarů. Důvodem ochrany je zbytek původní krajiny s vlhkými loukami a soustavou malých rybníčků extenzivně obhospodařovaných. Území je rovněž významným hnízdištěm a tahovou lokalitou ptactva.
Rezervaci tvoří soustava více než dvaceti menších obhospodařovaných rybníků obklopených vlhkými loukami s bohatou flórou a ptačí faunou, při levém břehu Klenečského potoka, asi půl km od obce Postřekov. Celá lokalita je mokřadem nadregionálního významu, bylo zde zjištěno přes 300 druhů cévnatých rostlin. Nejvýznamnější jsou hnízdiště mnoha ptáků např. slavík modráček středoevropský (Luscinia svecica cyanecula). Dále zde hnízdí moták pochop (Circus aeruginosus), moudivláček lužní (Remiz pendulinus), kachny a bahňáci. Při tahu se v rezervaci zastavuje též koliha velká (Numenius arquata), moták pilich (Circus cyaneus), zrzohlávka rudozobá (Netta rufina) a různé druhy vodoušů. Z bezobratlých nutno zmínit vzácného střevlíčka (Amara concinna) a mandelinku (Chrysolina brunsvicencis).